# Lima-Gruppe

Mitgliedsstaaten der Lima-Gruppe

Die Lima-Gruppe (spanisch Grupo de Lima, portugiesisch Grupo de Lima, englisch Lima Group, französisch Groupe de Lima) ist ein multilaterales Bündnis von derzeit 14 amerikanischen Staaten, das sich aufgrund der Krise in Venezuela gründete.

## Zweck
Laut der Erklärung von Lima, die am 8. August 2017 in der peruanischen Hauptstadt Lima unterzeichnet und veröffentlicht wurde, ist das Ziel des Zusammenschlusses die Wiederherstellung der Demokratie in Venezuela.

## Mitglieder
Gründungsmitglieder
- Argentinien
- Brasilien
- Chile
- Costa Rica
- Guatemala
- Honduras
- Kanada
- Kolumbien
- Mexiko
- Panama
- Paraguay
- Peru

Später beigetretene Mitglieder
- Belize
- Bolivien
- Guyana
- Haiti
- St. Lucia

Inzwischen ausgetretene Mitglieder
- Argentinien[5]
- Peru[6]
- St. Lucia[7]

## Positionen
Die Lima-Gruppe verurteile das Vorgehen des venezolanischen Präsidenten Nicolas Maduro immer wieder scharf. Nach einem Treffen der Mitgliedstaaten in Lima erklärten alle 14 Mitgliedstaaten der Gruppe bis auf Mexiko die neue Amtszeit Maduros für illegitim. Die Lima-Gruppe forderte die Rückgabe der Macht an das Parlament Venezuelas und die Abhaltung von Neuwahlen zur Wiederherstellung der Demokratie. Nach einem Treffen am 4. Februar 2019 im kanadischen Ottawa bekräftigten die Mitgliedstaaten ihre Forderung nach demokratischen Neuwahlen und sprachen dem Interimspräsidenten Juan Guaido ihre Unterstützung aus. Die Staatengruppe wurde daraufhin von Maduro attackiert, der die Erklärung als lächerlich bezeichnete. Ein weiteres Treffen der Staaten der Lima-Gruppe am 25. Februar 2019 im kolumbianischen Bogota – unter der Anwesenheit von US-Vizepräsident Mike Pence – endete mit der Forderung nach einem Prozess gegen Maduro vor dem Internationalen Strafgerichtshof wegen Verbrechen gegen die Menschlichkeit. Hintergrund dieser Forderung war die Blockade der Einfuhr von Hilfsgütern durch Maduros Regierung. Abwesend bei diesem Treffen waren die Vertreter Mexikos, Guyanas und St. Lucias.